# کولان (کرمانشاه)
کولان (کرمانشاه)، روستایی از توابع بخش مرکزی شهرستان کرمانشاه در استان کرمانشاه ایران است.

## جمعیت
این روستا در دهستان پشت دربند قرار دارد و براساس سرشماری مرکز آمار ایران در سال ۱۳۸۵، جمعیت آن ۲۶۵ نفر (۶۲خانوار) بوده‌است.

## معنی اسم
معنی کولان: ( کو ) در واژگان کوردی به افرادی اشاره دارد که دارای موهای کم رنگ می‌باشند و ( لان ) به معنی نژاد یا تیره و تبار هست. کولان یعنی مردمانی کو یا (کبود).